# Götzens
Götzens ist eine Gemeinde mit 4188 Einwohnern (Stand 1. Jänner 2024) im Bezirk Innsbruck-Land, Tirol (Österreich) und gehört zum Gerichtsbezirk Innsbruck.

## Geographie
Götzens liegt sieben Kilometer südwestlich von Innsbruck auf der westlichen Mittelgebirgsterrasse. Diese liegt etwa 800 bis 900 Meter über dem Meeresniveau. Nach Süden steigt das Gemeindegebiet zu den Kalkkögeln an, einer Bergkette der Stubaier Alpen. Die höchste Erhebung ist die Saile, auch Nockspitze genannt, mit 2404 Meter.
Die Gemeinde hat eine Fläche von 9,72 Quadratkilometer. Davon sind 21 Prozent landwirtschaftliche Nutzfläche, 7 Prozent sind Gärten, 8 Prozent Almen und 54 Prozent sind Wald.

### Ortsteile
Die Gemeinde Götzens ist gleichzeitig Katastralgemeinde und besteht aus folgenden Ortsteilen:
- Götzens Dorf
- Neu-Götzens (Dorf)
- Geroldsbach (Dorf)
- Götzner Berg (Rotte)

Weitere Ortslagen sind die Birgitzköpflhütte, die Götzner Alm und der Ortsteil Reitl.

## Geschichte
Die erste Siedlung in der Gegend von Götzens ist nicht genau geklärt. Aufgrund von Funden und des nahen römischen Militärlagers Veldidena (heute innerhalb Stadtgrenze Innsbrucks) kann man jedoch davon ausgehen, dass Götzens bereits zur Römerzeit besiedelt war. Die erstmalige urkundliche Erwähnung datiert aus den Jahren 1078–1091 mit der Bezeichnung Gecinis. Die Burg Vellenberg (urkundlich erwähnt 1232; mehrere Besitzerwechsel im 13. Jahrhundert) lag im Ortsgebiet und war neben der Burg Matrei einer der wichtigsten Stützpunkte. Als eigenständige Steuer- und Flurgemeinde wird Götzens 1313 in Urkunden erwähnt. Der südlich von Götzens fließende Geroldsbach überschwemmte mehrfach (1575, 1748, 1750, 1781, 1782) den Ort. Um weitere Zerstörungen zu vermeiden, wurde nach der letzten Überschwemmung eine Schutzmauer gebaut. Im 17. Jahrhundert wurde die Burg Vellenberg nach zwei furchtbaren Erdbeben endgültig zerstört.

### Bevölkerungsentwicklung

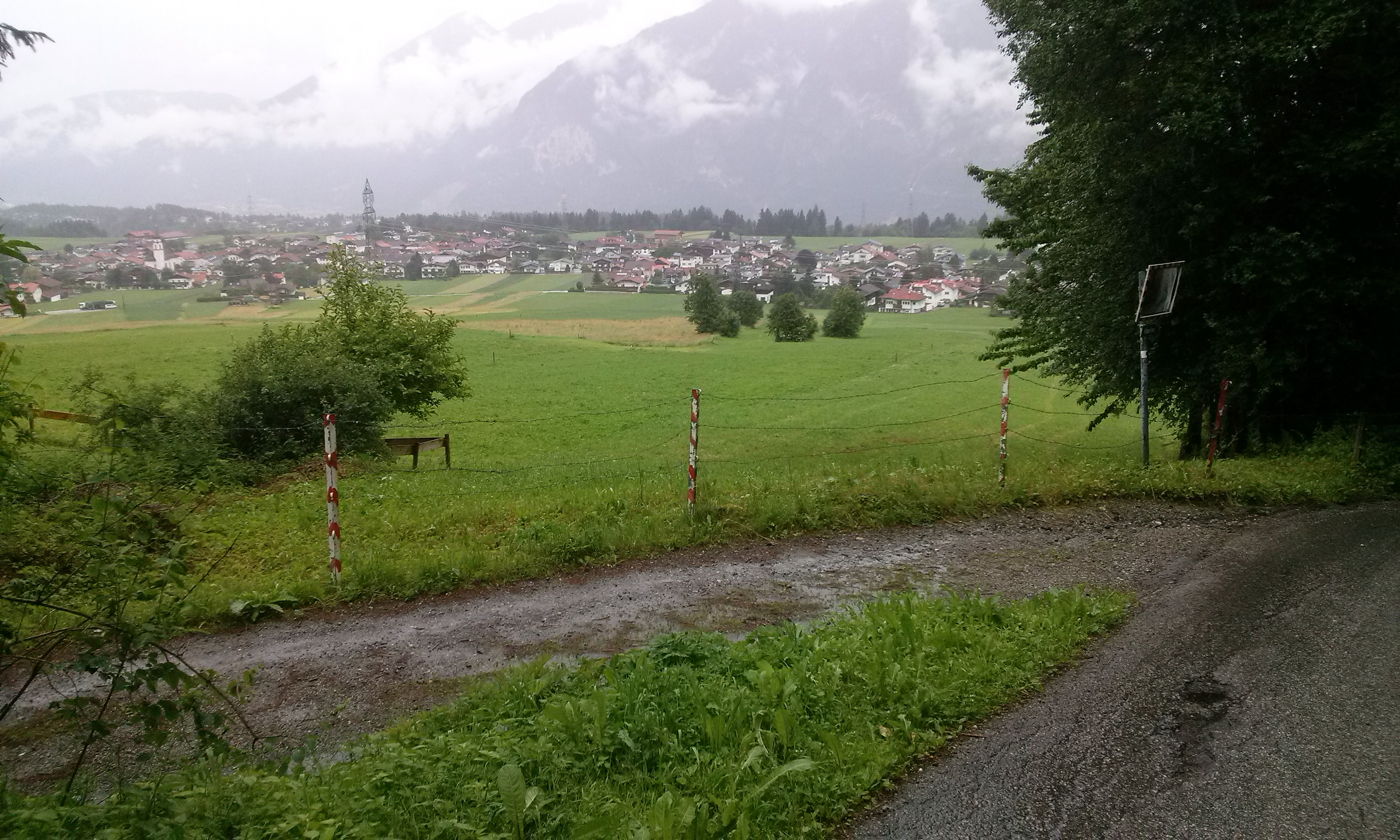
Blick vom Panoramaweg auf Götzens (Südlich)

EinwohnerJahr0100020003000400050001860189019201950198020102040EinwohnerEinwohnerentwicklung von Götzens

## Kultur und Sehenswürdigkeiten
- Burgruine Vellenberg
- Pfarrkirche Götzens

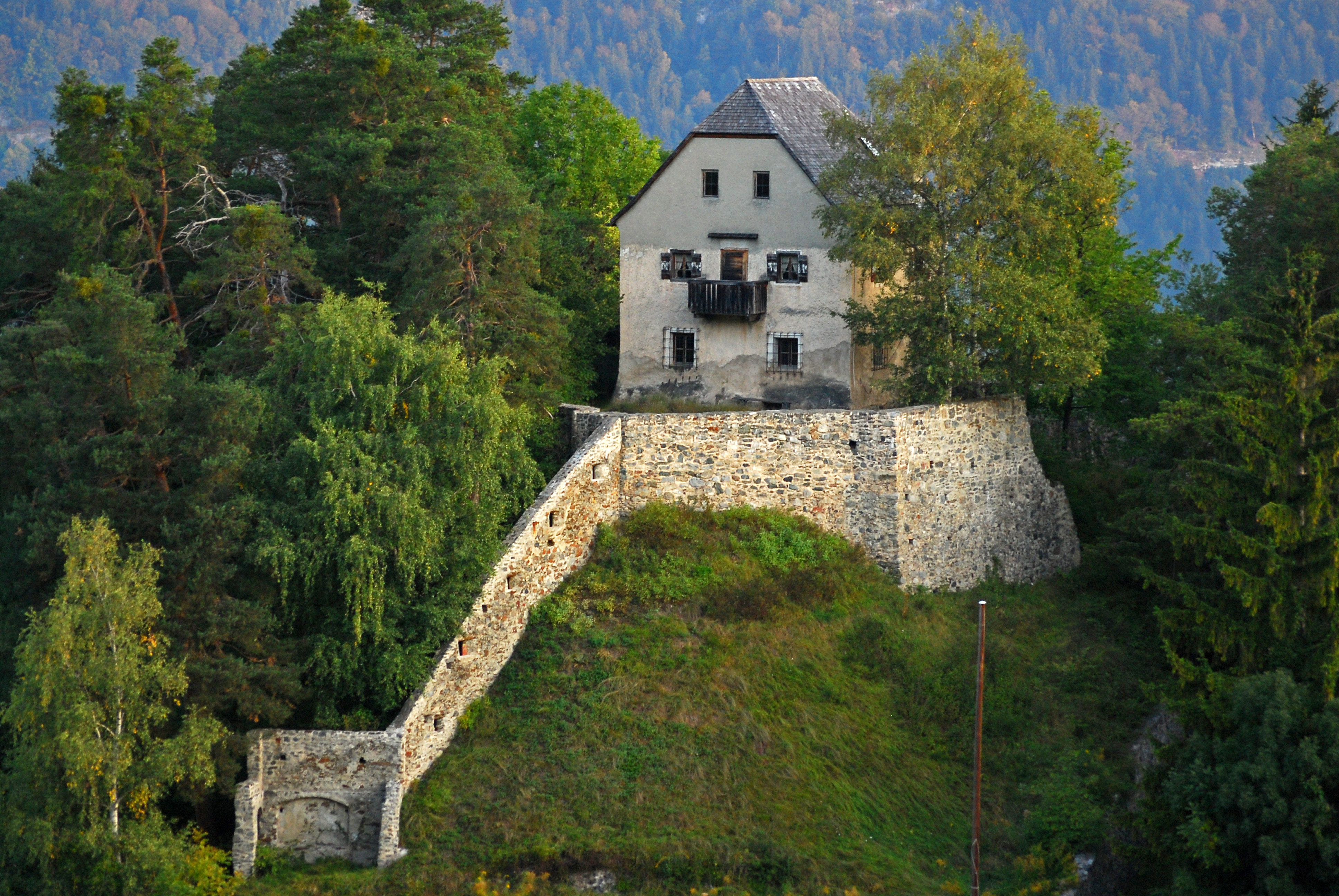
Burgruine Vellenberg

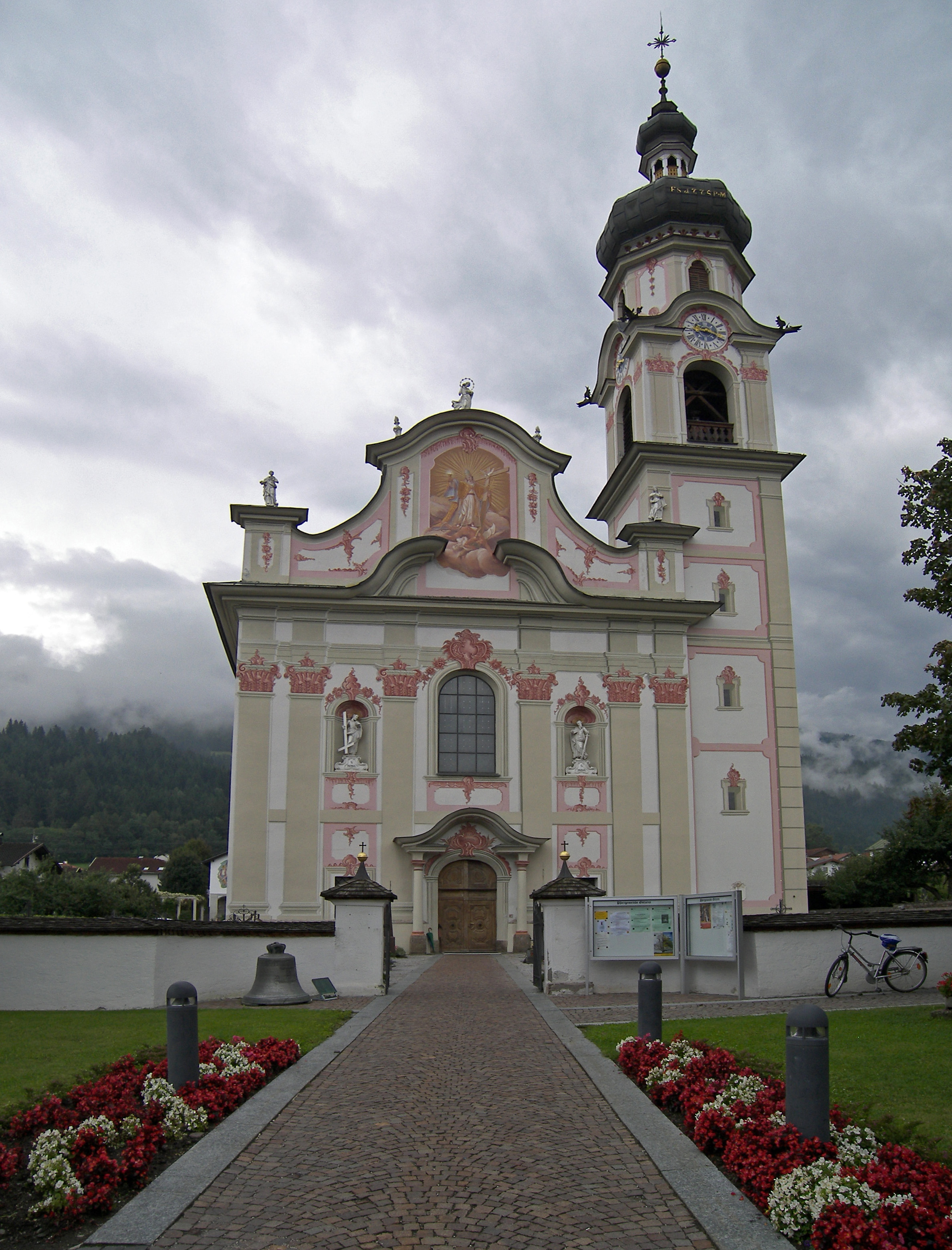
Pfarrkirche Götzens

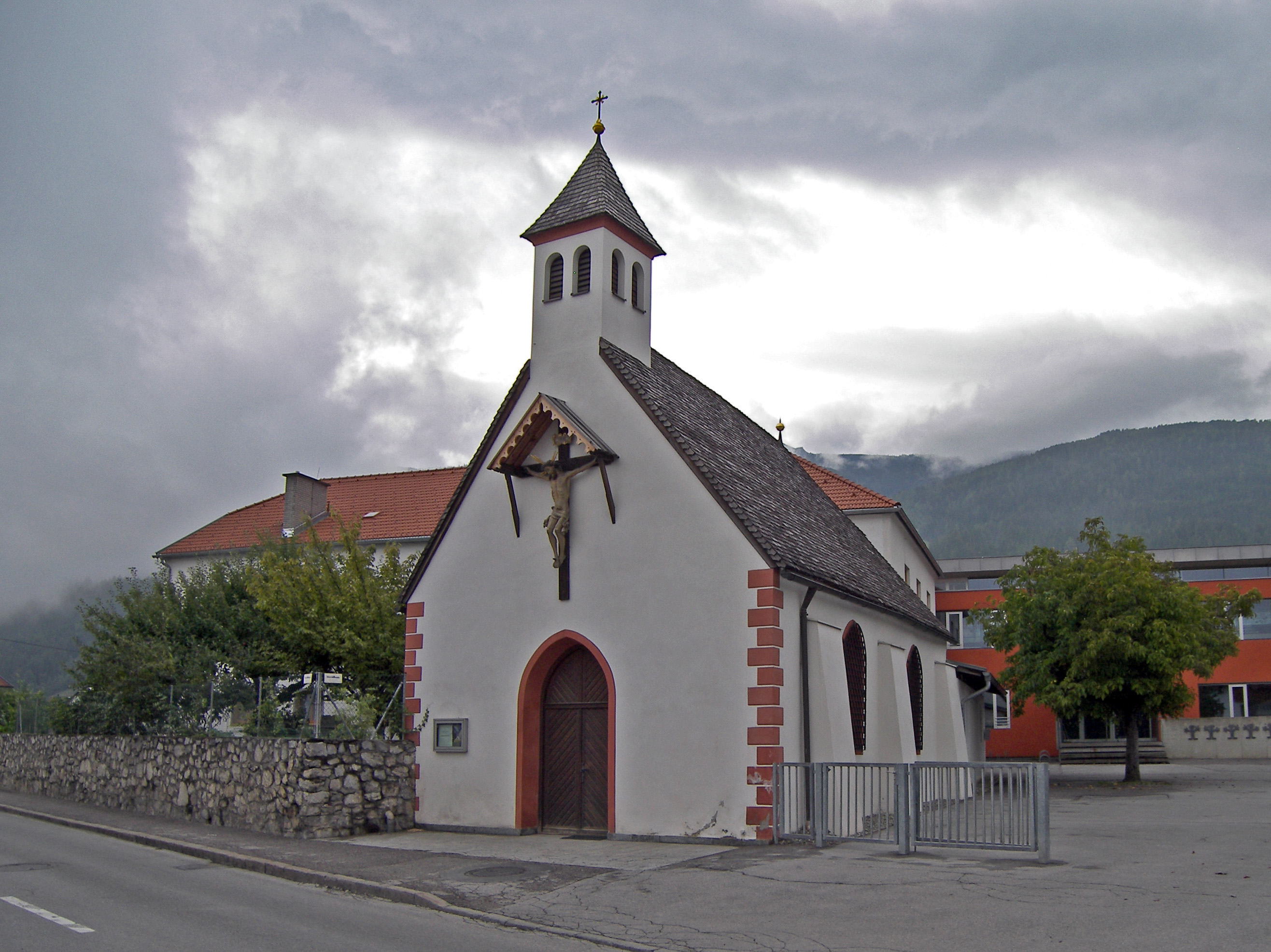
Theresienkirche

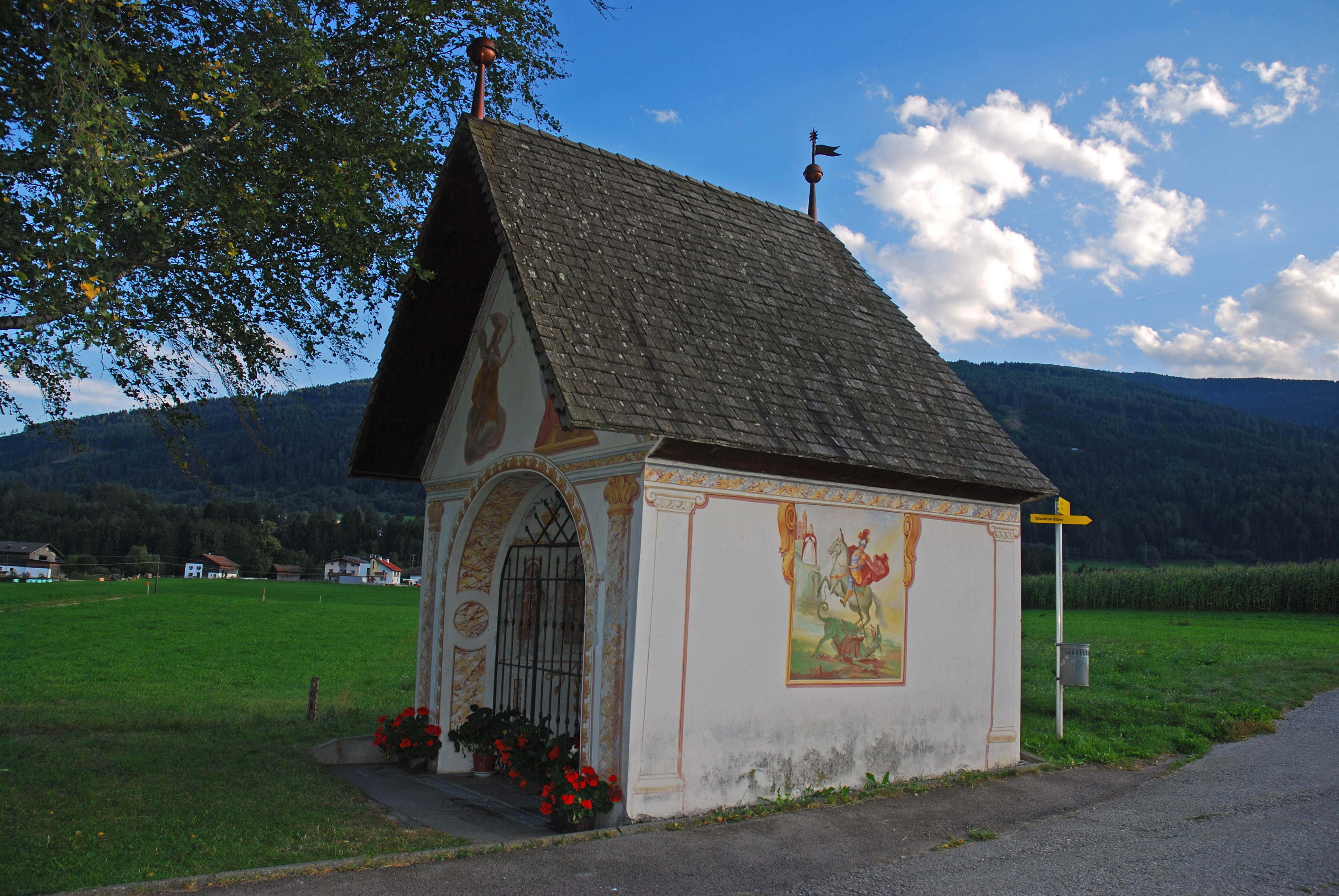
Feldkapelle

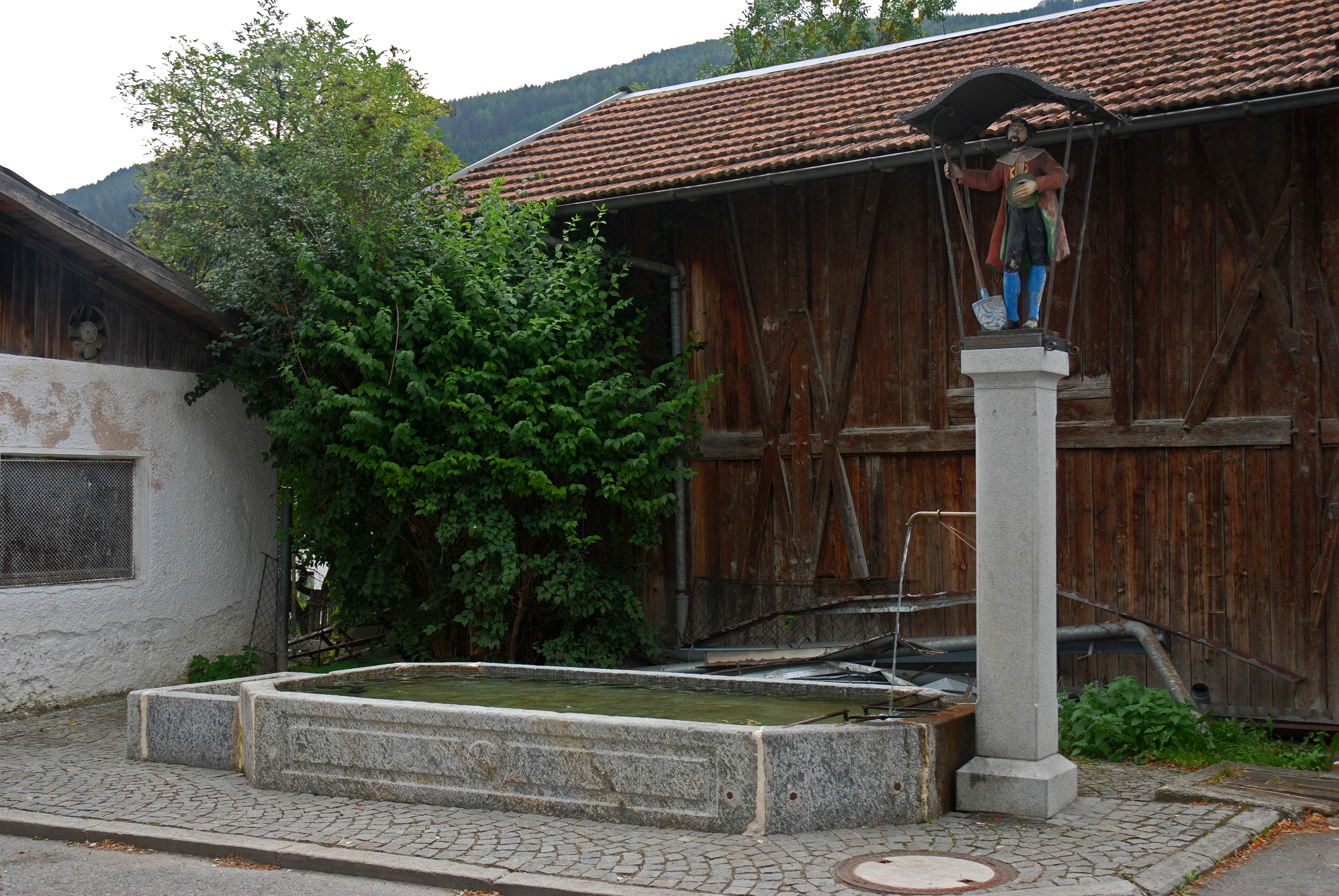
Isidorbrunnen

- Theresienkirche, die historisch erste Kirche von Götzens
- Feldkapelle, auf den Götzner Feldern

## Wirtschaft und Infrastruktur
Die Gemeinde fungiert heute überwiegend als Wohnvorort von Innsbruck. Die Gemeinde wuchs stark, nachdem im Rahmen der Olympischen Winterspiele 1964 in Innsbruck die Straße Richtung Innsbruck bzw. über das junge Siedlungsgebiet Neu-Götzens Richtung Mutters ausgebaut wurde.
Der ursprünglich bäuerliche Charakter kommt lediglich im lang gezogenen, teils haufendorfartig aufgelösten Reihendorf des Ortskernes zum Vorschein. Hier gibt es auch einige unter Denkmalschutz stehende sehenswerte Bauernhöfe.

### Wirtschaftssektoren
Von den 36 landwirtschaftlichen Betrieben des Jahres 2010 wurden 12 im Haupt-, 21 im Nebenerwerb und 3 von juristischen Personen geführt. Diese 3 bewirtschafteten fast die Hälfte der Flächen. Im Produktionssektor arbeiteten 93 der 111 Erwerbstätigen in der Bauwirtschaft. Die wichtigsten Arbeitgeber des Dienstleistungssektors waren die Bereiche Handel (185), soziale und öffentliche Dienste (120) und freiberufliche Dienstleistungen (104 Mitarbeiter).
| Wirtschaftssektor            | Anzahl Betriebe | Anzahl Betriebe | Erwerbstätige | Erwerbstätige |
| Wirtschaftssektor            | 2011            | 2001            | 2011          | 2001          |
| ---------------------------- | --------------- | --------------- | ------------- | ------------- |
| Land- und Forstwirtschaft 1) | 36              | 33              | 28            | 18            |
| Produktion                   | 35              | 11              | 111           | 35            |
| Dienstleistung               | 210             | 96              | 585           | 352           |

1) Betriebe mit Fläche in den Jahren 2010 und 1999

### Arbeitsmarkt, Pendeln
Im Jahr 2011 lebten 2006 Erwerbstätige in Götzens. Davon arbeiteten 345 in der Gemeinde, mehr als achtzig Prozent pendelten aus.

### Infrastruktur
Der Hauptbahnhof Innsbruck, die Inntal Autobahn A12 und der Flughafen Innsbruck sind weniger als 10 Kilometer von Götzens entfernt.

## Politik

### Gemeinderat
Der Gemeinderat besteht aus 15 Mandataren.
| Partei                                                             | 2022    | 2022    | 2022  | 2016    | 2016    | 2016  | 2010    | 2010    | 2010  |
| Partei                                                             | Prozent | Stimmen | Sitze | Prozent | Stimmen | Sitze | Prozent | Stimmen | Sitze |
| ------------------------------------------------------------------ | ------- | ------- | ----- | ------- | ------- | ----- | ------- | ------- | ----- |
| Gemeinsam für Götzens, Josef Singer                                | 63,66   | 1.361   | 10    | 41,34   | 945     | 7     |         |         |       |
| Die Grünen Götzens                                                 | 12,82   | 274     | 2     | 10,76   | 246     | 1     | 11,36   | 235     | 1     |
| MitnAnda - Offene Liste für soziale Gerechtigkeit - SPÖ - MITNANDA | 8,70    | 186     | 1     |         |         |       |         |         |       |
| MFG Menschen Freiheit Grundrechte - MFG                            | 8,19    | 175     | 1     |         |         |       |         |         |       |
| Aufwind Zukunft Götzens                                            | 6,64    | 142     | 1     |         |         |       |         |         |       |
| Götzens bewegen                                                    |         |         |       | 28,61   | 654     | 5     |         |         |       |
| AKTIV für Götzens                                                  |         |         |       | 9,71    | 222     | 1     |         |         |       |
| FPÖ Götzens – Die Freiheitlichen                                   |         |         |       | 9,58    | 219     | 1     |         |         |       |
| Die Neue ÖVP                                                       |         |         |       |         |         |       | 46,76   | 967     | 8     |
| Wir Götzner                                                        |         |         |       |         |         |       | 32,06   | 663     | 5     |
| Aktiv für Götzens                                                  |         |         |       |         |         |       | 9,82    | 203     | 1     |

### Bürgermeister
Die letzten Bürgermeisterwahlen fanden gleichzeitig mit den Gemeinderatswahlen am 28. Februar 2016 statt.
Josef Singer, Kandidat der Partei ‚Gemeinsam für Götzens, wurde im Zuge einer Stichwahl knapp vor Armin Singer (Götzens bewegen) zum Bürgermeister gewählt.
- bis 2016 Hans Payr
- seit 2016 Josef Singer

### Wappen
Blasonierung: Im blauen Feld ein aufgerichtetes silbernes nach rechts gewendetes Eichhörnchen, das mit beiden Vorderpfoten einen goldenen Zirbenzapfen hält.
Das 1968 verliehene Gemeindewappen basiert auf dem Siegel der Ritter von Liebenegg, die im Mittelalter auf Burg Vellenberg ansässig waren und sich auch „von Götzens“ nannten.

## Persönlichkeiten
- Jakob Singer (1685–1760), Barockbaumeister
- Kassian Singer (1712–1759), Baumeister und Stukkateur
- Joseph Abenthung (1719–1803), Baumeister
- Franz Singer (1724–1789), Baumeister
- Franz Xaver Kirchebner (1736–1815), Maler
- Josef Anton Kirchebner (1757–1839), Maler
- Josef Abenthung (1779–1860), Musiker und Freiheitskämpfer
- Anton Alois Kirchebner (1823–1868), Maler, Kupferstecher und Lithograf
- Sel. Otto Neururer (1882–1940), Pfarrer von Götzens, Märtyrer
- David Lama (1990–2019), Sportkletterer und Alpinist